# Arctocephalus philippii philippii
El lobo fino de Juan Fernández (Arctophoca philippii philippii), también llamado lobo marino de Chile, es una de las dos subespecies en que se divide la especie Arctophoca philippii, que integra el género Arctophoca de la familia de los otáridos. Habita de manera endémica el archipiélago Juan Fernández, situado al oeste del centro de Chile, al sudoeste de América del Sur. 

## Distribución
Esta subespecie es un endemismo reproductivo de Chile insular. Habita en el archipiélago Juan Fernández, un grupo de islas chilenas ubicadas en el océano Pacífico Sur a más de 670 km de las costas de Chile central, en el subcontinente sudamericano. Lo componen las islas Robinson Crusoe (antiguamente conocida como Más a Tierra), Alejandro Selkirk (Más Afuera), el islote Santa Clara, junto con algunos islotes menores. Se han hecho conocidas en todo el mundo gracias a la novela Robinson Crusoe.
También se ha registrado su reproducción en mucho menor número en las islas San Félix y San Ambrosio, llamadas las islas Desventuradas, las que se encuentran al norte del archipiélago anterior y que igualmente pertenecen a Chile.
Ejemplares vagantes se han encontrado en la costa del Pacífico de América del Sur, desde el sur del Perú por el norte, hasta la Patagonia chilena por el sur, también raramente en costa de Colombia.

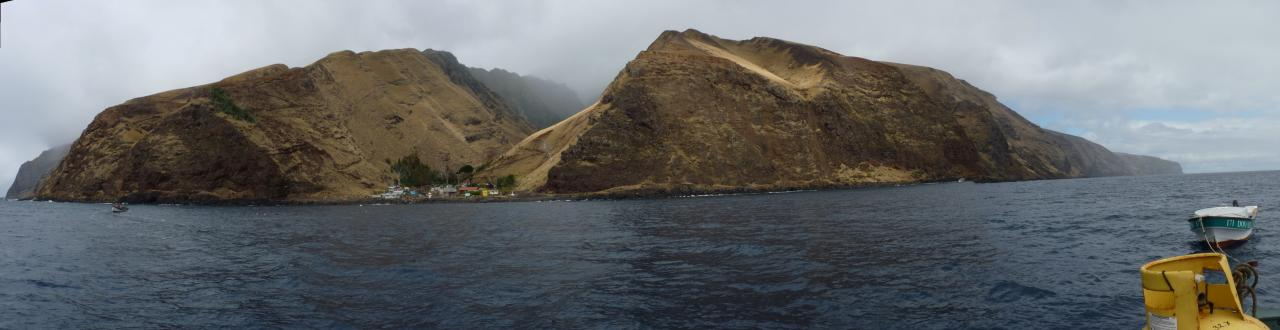
La isla Alejandro Selkirk, el hábitat principal de esta subespecie.

## Características
Esta subespecie posee una piel que cuenta con dos capas de pelo, la más externa está compuesta por pelos gruesos, largos, y brillante; la más interna en cambio, es de pelos más lanosos, densos, y delgados, los que le brindan un mayor aislamiento de las frías aguas.
Esta subespecie presenta un importante dimorfismo sexual, teniendo el macho adulto alrededor del 2 m de largo, y un peso de 140 kg, mientras que la hembra 1,4 m de largo, con un peso de 48 kg. Al nacer, las crías miden aproximadamente entre 65 y 68 cm, y pesan entre 6,2 y 6,9 kg. Nacen ya con un pelaje muy suave y abrigado, de color negro.

## Costumbres

### Reproducción
El lobo marino de Juan Fernández es polígamo. La temporada de cría dura desde mediados de noviembre hasta finales de enero. Las colonias son abandonadas generalmente a principios de septiembre, nunca registrando lobos luego de mediados de octubre.
Esta subespecie prefiere reproducirse en costas rocosas, con grutas, y aleros. El macho dominante defiende un pequeño harén compuesto en promedio por 4 hembras, situadas sobre un territorio costero de sólo 36 m². A veces también mantiene un territorio en las aguas costeras, el que será entonces mucho más grande. La mayor parte de las hembras dan a luz a los pocos días de llegar a la colonia. El tiempo medio desde que pare hasta que sale por primera vez a alimentarse en el mar, posteriormente al apareamiento, es de 11,3 días. La hembra puede estar en el mar, lejos del cachorro, desde 1 a 25 días, siendo la media de 12,3 días. Al volver, y antes de emprender un nuevo viaje, permanece un tiempo alimentando al cachorro; la duración de este periodo es de 7 h a 15,8 días con un promedio de 5,3 días. Los cachorros son amamantados durante 7 a 10 meses.

### Alimentación y predadores

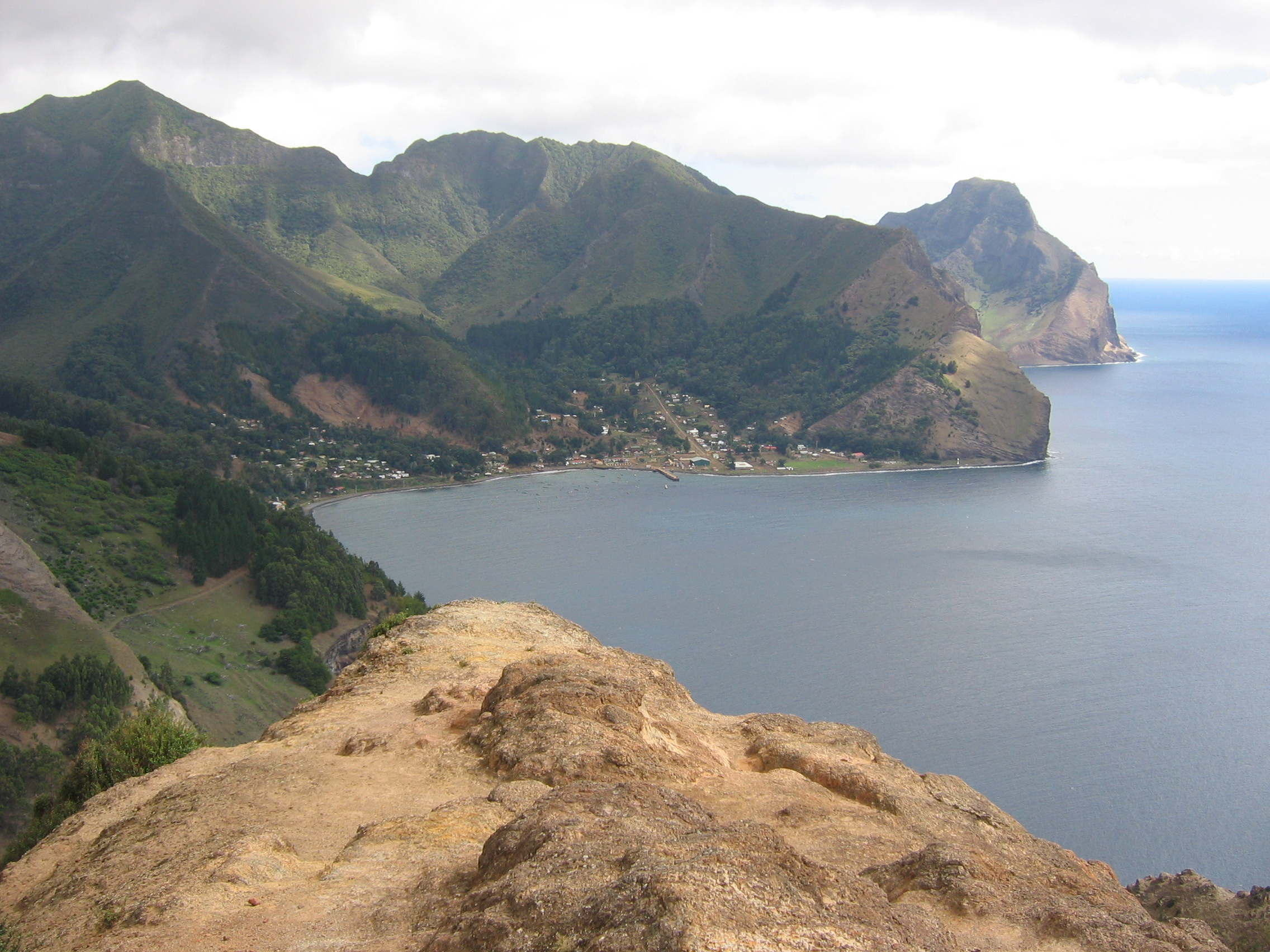
La isla Robinson Crusoe, otro de los hábitats de esta subespecie.

Las hembras de esta subespecie tienen los viajes de alimentación más prolongados entre todos los taxones de otáridos. En estudios que emplearon registros de geolocalización, la media de distancia recorrida fuera de la colonia de cría fue de 653 km; la hembra que menos viajó fue una que hizo 550 km. La mayor parte de la migración fue hacia las aguas profundas situadas al suroeste y al oeste del archipiélago de Juan Fernández. A pesar de ello, es entre todos los otáridos la que realiza inmersiones a menor profundidad y más cortas: la profundidad media estudiada fue de sólo 12,3 metros y la duración media fue de 51 segundos. Los máximos medidos de cada ítem para esta subespecie son 90 a 100 metros y 6 minutos, respectivamente. La mayoría de las inmersiones en busca de alimento ocurren durante la noche.
Esta subespecie posee una de las dietas menos diversas entre los otáridos, y sumado a los largos viajes de forrajeo que hacen las hembras lactantes, refleja que su hábitat posee una baja productividad de los alimentos que este taxón utiliza. Los peces más importantes en su dieta son los peces linterna (familia Myctophidae), mientras que entre los calamares téutidos son los del género Onychoteuthis.
Poco se sabe acerca de cuales especies configuran sus predadores naturales. Se sospecha que el tiburón blanco y el tiburón azul serían los principales, a quienes se les sumaría la orca, y posiblemente la foca leopardo, pues ejemplares de esta especie antártica visitan con frecuencia las islas donde habita esta subespecie.

## Taxonomía
Durante mucho tiempo fue considerada una buena especie, e integrante del género Arctocephalus, pero un estudio de las especies de todo el grupo demostró que era correcto separar a un grupo de los taxones que integraban ese género en otro: Arctophoca, y que el taxón chileno era sólo una subespecie, al agruparlo en la especie Arctophoca philippii con un taxón del Hemisferio Norte, el oso marino de Guadalupe, el que pasó a ser denominado: Arctophoca philippii townsendi, y que habita en la isla de Guadalupe, Baja California, en el océano Pacífico mexicano.

## Conservación
La población de esta subespecie fue estimada, luego de la temporada de cría del verano austral de 1990-1991, en 12 000 ejemplares. Originalmente era un taxón abundante en su área de distribución, pero fue llevado hasta el borde de la extinción por cazadores en demanda de sus valiosas pieles, las que eran comercializadas en China. Las capturas intensivas comenzaron en el siglo XVIII y terminaron a fines del siglo XIX, cuando fue antieconómica su captura dado lo dificultoso que resultó encontrar a los escasísimos ejemplares remanentes. Se ha calculado en varios millones los ejemplares que murieron con este fin durante ese período. A comienzos del siglo XX se vieron ejemplares sólo en pequeños grupos, pero se la dio por extinguida poco tiempo después. Sin embargo, a mediados de ese siglo fue redescubierta, y desde ese entonces el taxón se ha estado recuperando poblacionalmente, pero a un ritmo muy lento.
Como el tamaño de su población es aún limitado, sumado al hecho de que la subespecie pasó por un cuello de botella genético, se encuentra en estado vulnerable frente a eventos catastróficos, brotes de alguna enfermedad, derrames de petróleo, alteraciones de su hábitat, conflictos pesqueros, etc. 
A partir del año 1982, se han reportado hallazgos de algunos individuos con bandas de plástico alrededor de sus cuellos pero no se han realizado estudios para estimar el porcentaje de mortalidad por esta causa.
Como la subespecie realiza largos viajes de alimentación durante el período en que las crías son dependientes, probablemente sería una amenaza cualquier alteración negativa de su ecosistema, por ejemplo el cambio climático global.
Se encuentra listada en el Apéndice II de CITES. Su caza se encuentra totalmente prohibida desde el año 1965. Desde el año 1978 el estado de Chile le ha dado protección total a todos sus taxones de este género.